# 한솔아이원스
한솔아이원스 주식회사(영어: Hansol IOnes)는 대한민국의 반도체 및 디스플레이 장비 초정밀 특수부품 기업이다.

## 사업장 현황
- 본사 & 안성캠퍼스: 경기도 안성시 고삼면 안성대로 2061 (가유리)
- 발안캠퍼스: 경기도 화성시 향남읍 직산읍 발안공단로 4길 71-29
- 기술연구소: 경기도 화성시 동탄산단7길 7